# 1466
1466 (MCDLXVII) var ett normalår som började en onsdag i den julianska kalendern.

## Händelser

### Januari
- Januari – Karl Knutsson (Bonde) bevistar vintertingen i Kumo och tinget i Eura.

### Augusti
- 31 augusti
  - Slaget vid Uppsala slutar oavgjort mellan de båda härarna, dock till upprorsmännens fördel.
  - Ärkebiskopens här besegras av upprorshären i slaget vid Stockholm.

### September
- 21 september – Ett dubbelbröllop firas i Nyköping, vilket ingår i befästandet av en frälseallians mot Jöns Bengtsson. Dels gifter sig Karl Knutssons dotter Magdalena Karlsdotter (Bonde) med Ivar Axelsson (Tott), dels dennes dotter Beata Ivarsdotter (Tott) med Arvid Birgersson Trolle.

### Oktober
- 2 oktober – Karl Knutsson återfår betydande egendomar i Sverige enligt beslut av 28 svenska rådsherrar.
- 14 oktober – Jöns Bengtsson störtas och Erik Axelsson (Tott) utnämns till ny svensk riksföreståndare.[1]
- 19 oktober – Trettonåriga kriget mellan Polen och Tyska orden om de preussiska städerna slutar med polsk seger.

### November
- 1 november – På ett riksmöte i Västerås ber man Karl Knutsson att återkomma som svensk kung.

### Okänt datum
- Ärkebiskop Jöns Bengtsson (Oxenstierna):s fiendskap med före detta kung Karl Knutssons släkt leder till oroligheter och ett uppror mot ärkebiskopen utbryter.
- Sten Sture den äldre blir riksråd och gifter sig med Ingeborg Åkesdotter (Tott).

## Födda
- 11 februari – Elizabeth av York, drottning av England 1486–1503 (gift med Henrik VII)
- 5 juli – Giovanni Sforza, italiensk adelsman
- Andrea Doria, genuesisk furste och sjöhjälte.
- Montezuma II, aztekisk härskare.

## Avlidna
- 30 oktober – Johann Fust, tysk boktryckare.
- 13 december – Donatello, italiensk konstnär och skulptör.
- Isotta Nogarola, italiensk författare och feminist.

### Fotnoter
1. ↑  World Statesmen (läst 7 april 2011)